# Cecropia longipes
Cecropia longipes là loài thực vật có hoa trong họ Tầm ma. Loài này được Pittier mô tả khoa học đầu tiên năm 1917.